# Sunstech
Sunstech es una marca registrada perteneciente a Afex Electronics. Afex Electronics fue la empresa que a finales de los años 70 introdujo en España los productos de la marca japonesa Aiwa, desarrolló Sunstech, su marca propia, para ofrecer al público aparatos tecnológicos. A día de hoy Sunstech cuenta con instalaciones en Japón, China y Dubái, y es un gran distribuidor de productos electrónicos en España. Es partícipe del consorcio Suns Corporation. Sunstech es una marca española.
Sacó en 2012 su primera tableta de 7" llamada "Sunstech Tab700"